# Frieder Weiss
Frieder Weiss (* 7. August 1960 in Neumarkt) ist ein deutscher Ingenieur, Künstler, Projektionsdesigner und Lehrbeauftragter.

## Leben
Weiss wuchs in Nordbayern auf und studierte Nachrichtentechnik und Informatik an der Georg-Simon-Ohm-Fachhochschule in Nürnberg, die er als Dipl. Ing (FH) abschloss. Nebenbei beschäftigte er sich von Jugend an in seiner Freizeit sehr intensiv mit Musik und Tanz.
Ins Licht der Öffentlichkeit trat er erstmals Ende der 1980er Jahre als Keyboarder des Jazz Art Ensembles, wobei er begann, Synthesizer und Bildverarbeitungssysteme zu synchronisieren. In den Folgejahren hielt sich Weiss mit Auftragsarbeiten für verschiedene regionale Ingenieurbüros finanziell über Wasser, entwickelte aber seine künstlerischen Aktivitäten stets weiter. Es folgten Stationen mit der Palindrome Dance Company, bei der mit Infrarotkameras, Computern und selbst entwickelten Software-Programmen die Bewegungen der Tänzer in visuelle Effekte umgesetzt wurden. Erst nach der Jahrtausendwende stellten sich einige Publikumserfolge ein.
Ab Mitte der 2000er Jahre fanden Performances wie Chunky Move, Glow oder Mortal Engine internationale Beachtung und gingen weltweit auf Tournee.

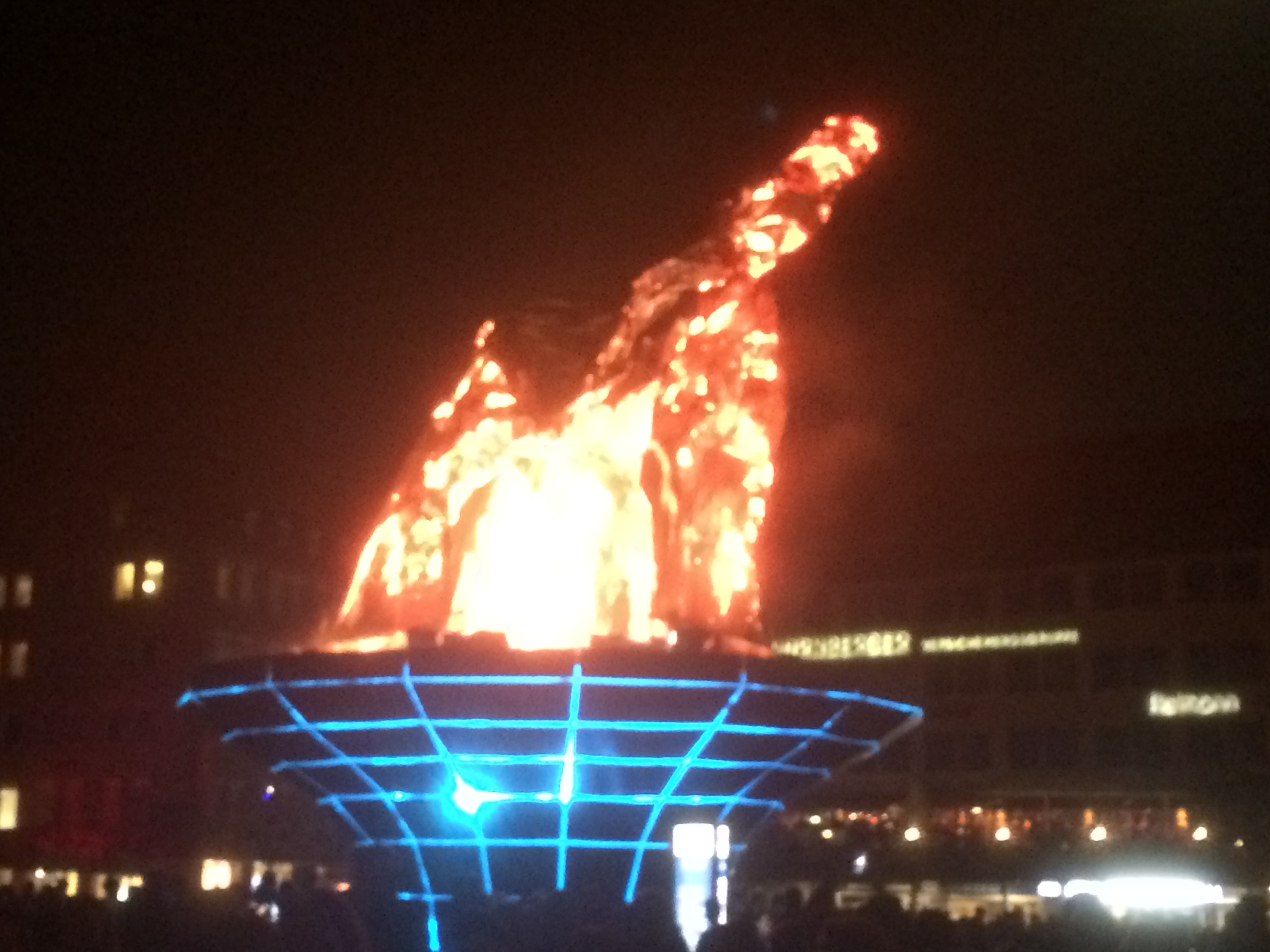
Installation „Fackel der Freiheit“, Blaue Nacht 2015

Der Durchbruch gelang Weiss im August 2010, als er für das Musikvideo „Get Outta My Way“ von Kylie Minogue engagiert wurde, das als Singleauskoppelung aus dem Aphrodite-Album in die Charts kam. Im Jahr 2011 entstand in Los Angeles für die Philip-Glass-Oper „Achenaton“ das visuelle Design. Noch im gleichen Jahr erhielt er den Förderpreis der Stadt Nürnberg. Es folgten die Produktion des „King Kong“-Musicals am Broadway, TV-Produktionen, mit dem Moskauer Staatszirkus und zahlreiche Opernaufführungen z. B. an der Long Beach Opera, der Oper Bonn, der Deutschen Oper Berlin, dem Stanislavski-Musiktheater in Moskau, auf dem Garayev-Festival in Baku und 2014 für Ellie Goulding. 2016 war er als Video Designer bei der Inszenierung der Wagner-Oper „Tristan und Isolde“ an der English National Opera in London engagiert.
Seiner Heimat blieb Weiss stets verbunden, beispielsweise mit Aufführungen am Staatstheater Nürnberg oder der Installation „Fackel der Freiheit“, die 2015 zentralörtlich im Rahmen der Blauen Nacht auf dem Nürnberger Hauptmarkt gezeigt wurde.
Weiss ist Lehrbeauftragter an der Technischen Hochschule Nürnberg Georg Simon Ohm. 2001 war er Dozent an der Sommerakademie der Folkwang Universität der Künste. Von Februar 2005 bis Dezember 2006 war er Mitarbeiter des Hochschulprojekts „Elemente einer Schauspielmethode für Theater in virtuellen Environments“ an der Hochschule der Künste Bern. Er hatte Lehraufträge an der Fachhochschule Basel und am University Centre in Doncaster, Vereinigtes Königreich.

## Auszeichnungen
- 2011: Förderungspreis der Stadt Nürnberg